# Daïras de la wilaya de Sidi Bel Abbès
La wilaya de Sidi Bel Abbès est composée de quinze (15) daïras (circonscriptions administratives), chacune comprenant plusieurs communes, pour un total de 52 communes.
Daïras de la wilaya de Sidi Bel Abbes :
| Daïra              | Nombre de communes | Communes                                                          | Superficie (km²) | Population (hab.) |
| ------------------ | ------------------ | ----------------------------------------------------------------- | ---------------- | ----------------- |
| Sidi Bel Abbès     | 1                  | Sidi Bel Abbès                                                    | ...              | ...               |
| Aïn el Berd        | 4                  | Aïn el Berd, Sidi Brahim, Makedra, Sidi Hamadouche                | ...              | ...               |
| Ben Badis          | 4                  | Ben Badis, Badredine El Mokrani, Hassi Zahana, Chettouane Belaila | ...              | ...               |
| Marhoum            | 3                  | Marhoum, Sidi Chaib, Bir El Hammam                                | ...              | ...               |
| Merine             | 4                  | Merine, Tafissour, Oued Taourira, Taoudmout                       | ...              |                   |
| Mostefa Ben Brahim | 4                  | Mostefa Ben Brahim, Tilmouni, Zerouala, Belarbi                   | ...              | ...               |
| Moulay Slissen     | 3                  | Moulay Slissen, El Haçaiba, Aïn Tindamine                         | ...              |                   |
| Ras El Ma          | 3                  | Ras El Ma, Oued Sebaa, Redjem Demouche                            | ...              | ...               |
| Sfisef             | 4                  | Sfisef, M'Cid, Aïn Adden, Boudjebha El Bordj                      | ...              | ...               |
| Sidi Ali Benyoub   | 3                  | Sidi Ali Benyoub, Boukhanafis, Tabia                              | ...              | ...               |
| Sidi Ali Boussidi  | 4                  | Sidi Ali Boussidi, Aïn Kada, Lamtar, Sidi Daho des Zairs          | ...              | ...               |
| Sidi Lahcene       | 4                  | Sidi Lahcene, Amarnas, Sidi Khaled, Sidi Yacoub                   | ...              | ...               |
| Telagh             | 4                  | Telagh, Mezaourou, Dhaya, Teghalimet                              | ...              | ...               |
| Tenira             | 4                  | Tenira, Oued Sefioun, Benachiba Chelia, Hassi Dahou               | ...              | ...               |
| Tessala            | 3                  | Tessala, Aïn Thrid, Sehala Thaoura                                | ...              | ...               |